# 抛物面

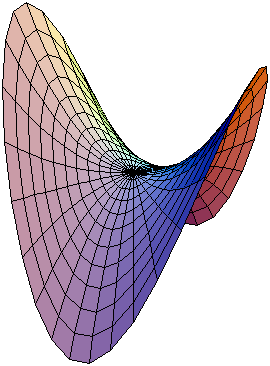
双曲抛物面

旋转抛物面

抛物面(英文：Paraboloid)是二次曲面的一种。抛物面有两种：椭圆抛物面和双曲抛物面。椭圆抛物面在笛卡儿坐标系中的方程为：
{\displaystyle z={\frac {x^{2}}{a^{2}}}+{\frac {y^{2}}{b^{2}}}.}
双曲抛物面在笛卡儿坐标系中的方程为：
{\displaystyle z={\frac {x^{2}}{a^{2}}}-{\frac {y^{2}}{b^{2}}}.}

## 性质
当a = b时，曲面称为旋转抛物面，它可以由抛物线绕着它的轴旋转而成。它是抛物面反射器的形状，把光源放在焦点上，经镜面反射后，会形成一束平行的光线。反过来也成立，一束平行的光线照向镜面后，会聚集在焦点上。

## 曲率
椭圆抛物面的参数方程为：
{\displaystyle {\vec {\sigma }}(u,v)=\left(u,v,{u^{2} \over a^{2}}+{v^{2} \over b^{2}}\right)}
高斯曲率为：
{\displaystyle K(u,v)={4 \over a^{2}b^{2}\left(1+{4u^{2} \over a^{4}}+{4v^{2} \over b^{4}}\right)^{2}}}
平均曲率为：
{\displaystyle H(u,v)={a^{2}+b^{2}+{4u^{2} \over a^{2}}+{4v^{2} \over b^{2}} \over a^{2}b^{2}\left(1+{4u^{2} \over a^{4}}+{4v^{2} \over b^{4}}\right)^{\frac {3}{2}}}}
它们都是正数，在顶点处最大，越远离顶点曲率越小，并趋近于零。
双曲抛物面的参数方程为：
{\displaystyle {\vec {\sigma }}(u,v)=\left(u,v,{u^{2} \over a^{2}}-{v^{2} \over b^{2}}\right)}
高斯曲率为：
{\displaystyle K(u,v)={-4 \over a^{2}b^{2}\left(1+{4u^{2} \over a^{4}}+{4v^{2} \over b^{4}}\right)^{2}}}
平均曲率为：
{\displaystyle H(u,v)={-a^{2}+b^{2}-{4u^{2} \over a^{2}}+{4v^{2} \over b^{2}} \over a^{2}b^{2}\left(1+{4u^{2} \over a^{4}}+{4v^{2} \over b^{4}}\right)^{\frac {3}{2}}}.}

## 乘法表
如果把双曲抛物面
{\displaystyle z={x^{2} \over a^{2}}-{y^{2} \over b^{2}}}
顺着+z的方向旋转π/4的角度，则方程为：
{\displaystyle z={1 \over 2}\left(x^{2}+y^{2}\right)\left({1 \over a^{2}}-{1 \over b^{2}}\right)+xy\left({1 \over a^{2}}+{1 \over b^{2}}\right)}
如果{\displaystyle \ a=b}，则简化为：
{\displaystyle z={2 \over a^{2}}xy}.
最后，设{\displaystyle a={\sqrt {2}}}，我们可以看到双曲抛物面
{\displaystyle z={x^{2}-y^{2} \over 2}}.
与以下的曲面是全等的：
{\displaystyle \ z=xy}
因此它可以视为乘法表的几何表示。
两个{\displaystyle \mathbb {R} ^{2}\rightarrow \mathbb {R} }函数
{\displaystyle z_{1}(x,y)={x^{2}-y^{2} \over 2}}
和
{\displaystyle \ z_{2}(x,y)=xy}
是调和共轭，它们在一起形成解析函数
{\displaystyle f(z)={1 \over 2}z^{2}=f(x+iy)=z_{1}(x,y)+iz_{2}(x,y)}
它是{\displaystyle \mathbb {R} \rightarrow \mathbb {R} }函数{\displaystyle \ f(x)={1 \over 2}x^{2}}的解析延拓。